# Polohy
Polohy (ukrajinsky Пологи; rusky Пологи – Pologi) je město v Záporožské oblasti na Ukrajině. Leží na levém břehu řeky Kinsky zhruba sto kilometrů jihovýchodně od Záporoží. V roce 2013 v něm bydlelo bezmála dvacet tisíc obyvatel. Od počátku ruské invaze na Ukrajinu je město okupováno Ruskou federací.

## Dějiny
Polohy byly pod tímto názvem založeny v roce 1887, ale pak byly v letech 1923–1937
pojmenované Čubarivka (Чубарівка; rusky Чубаревка – Čubarevka) na počest Vlase Čubara, který upadl v nemilost za stalinských čistek.
V roce 1938 se Polohy staly městem.

### Rodáci
- Polina Semjonovna Žemčužina (1897–1970), sovětská politička, manželka Vjačeslava Molotova
- Alexandr Petrovič Rudakov (1910–1966), sovětský politik
- Volodymyr Vasylovyč Kozak (* 1959), ukrajinský politik